# Logística de las Cruzadas

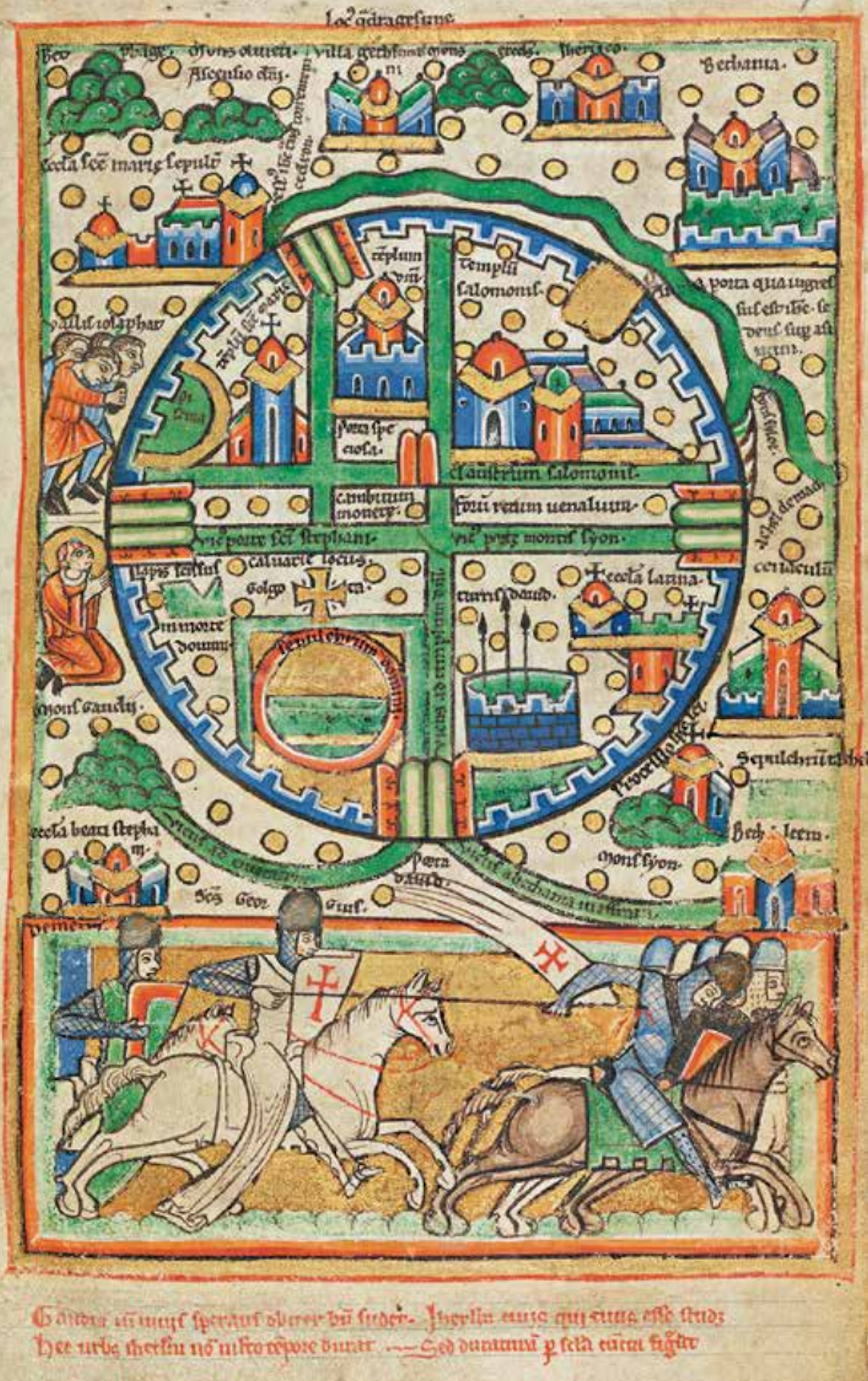
Mapa cruzado de Jerusalén, finales del.

La logística de las Cruzadas abarcó la planificación, organización y gestión de los recursos esenciales para estas expediciones militares. Esto implicó el suministro de alimentos, armas y transporte, así como la provisión de alojamiento y la coordinación de grandes contingentes a lo largo de extensas rutas. Las Cruzadas experimentaron una evolución logística, pasando de la improvisación inicial a operaciones estratégicamente coordinadas por tierra y mar.

## Abastecimiento esencial en las Cruzadas: víveres, armas y monturas
El abastecimiento de víveres, agua, armas y caballos requería una planificación meticulosa, no solo afectaba la supervivencia de los cruzados, sino que también influía en las decisiones estratégicas, las relaciones diplomáticas y la estabilidad de los ejércitos en campaña. Europa había perdido la habilidad logística militar de Roma y tuvo que reaprenderla en las Cruzadas. La escasez de alimentos y otros materiales fue un problema recurrente durante las Cruzadas y, a menudo, influyó en el fracaso de las expediciones.Muchos ejércitos fracasaron por hambre, sed o enfermedad antes del combate. Sin embargo, las dificultades de abastecimiento que enfrentaban los ejércitos cruzados se debían principalmente a la insuficiencia de recursos disponibles, más que a una deficiencia en las estructuras de suministro para gestionarlos eficientemente. Los líderes más exitosos entendieron que la logística era clave para la guerra, impulsando innovaciones como impuestos eclesiásticos, depósitos de suministros y coordinación con ciudades aliadas. Garantizar el suministro de alimentos y agua para miles de cruzados y sus animales representó un desafío constante. En Europa, el reabastecimiento era más accesible, pero en territorios extranjeros dependían de transportar provisiones o adquirirlas en el camino. Sin embargo, los mercados locales rara vez podían sostener una demanda tan elevada. Cuando el dinero escaseaba, el saqueo se volvía inevitable, repitiéndose este patrón en varias Cruzadas.

### Alimentos
Los ejércitos cruzados procuraban abastecerse antes de partir y optaban por comprar víveres en mercados locales en lugar de recurrir al saqueo. Los líderes de la Primera Cruzada llevaron grandes sumas de dinero para adquirir suministros y planificaron su llegada a ciudades estratégicas., aunque la falta de alimentos fue una causa de conflicto y afectó negativamente a la cooperación entre cruzados y bizantinos. Esta escasez de alimentos durante las Cruzadas sería una dificultad constante. En muchas ocasiones, el hambre resultó tan letal como el propio enemigo.

### Agua
El acceso al agua era vital para los cruzados, especialmente en climas cálidos. Durante sus travesías terrestres por Asia Menor y Siria, debían planificar sus rutas en función de los oasis y fuentes disponibles, un desafío que se intensificaba durante las campañas de verano., la misma dificultad suponía en las travesías marítimas.Por ello, garantizar el acceso a fuentes hídricas se convirtió en un elemento fundamental de la estrategia cruzada.

### Armamento y pertrechos

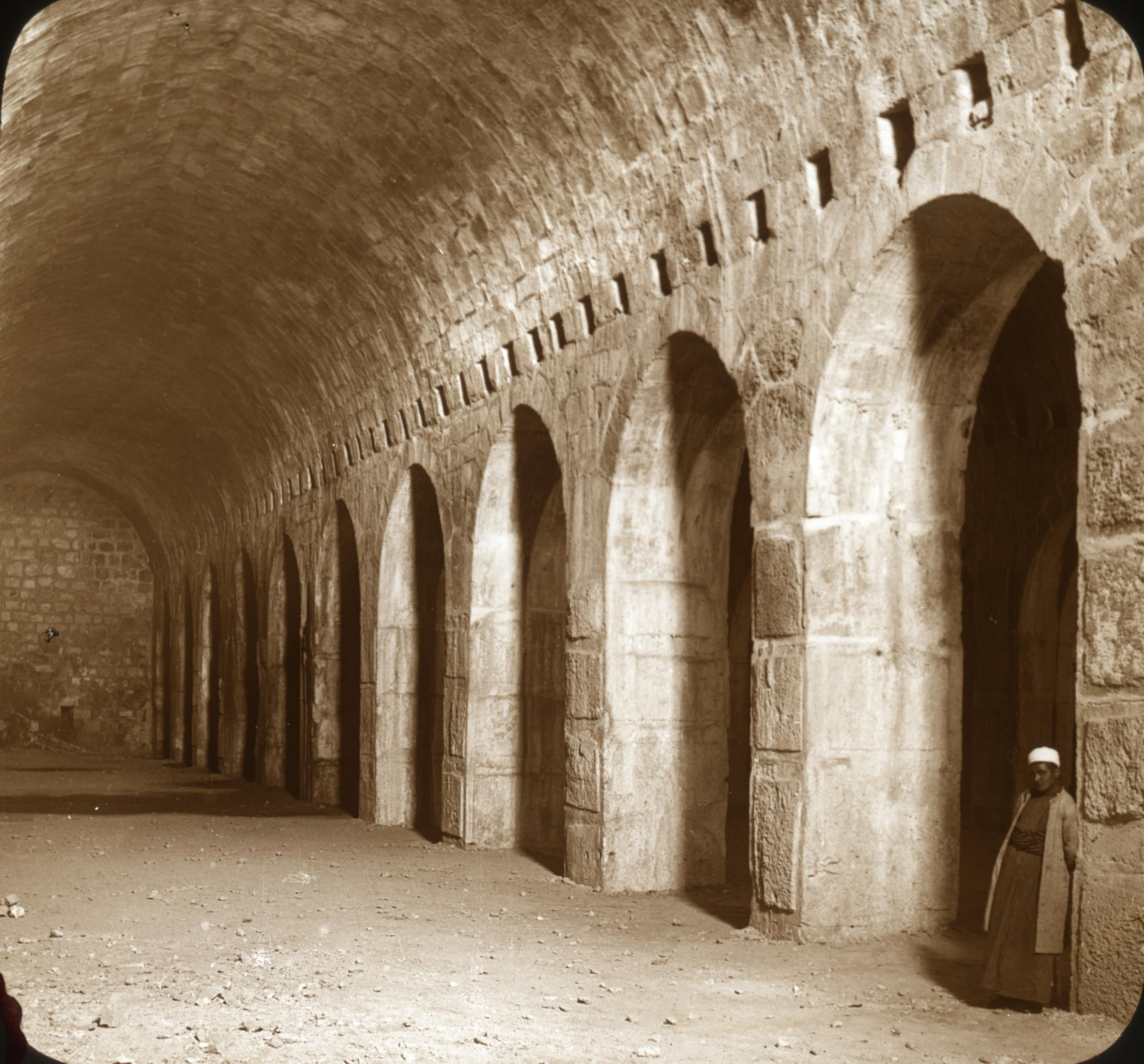
Sección de uno de los pasadizos de la construcción denominada Establos de Salomón, utilizada como caballerizas, tras la conquista cristiana de Jerusalén en la Primera Cruzada.

Además de armas y armaduras, los ejércitos cruzados requerían grandes cantidades de municiones y equipo de asedio, como catapultas y torres. La falta de estos pertrechos podía determinar el fracaso de un asedio. Sin embargo, algunos líderes sobresalieron por su planificación, como Ricardo Corazón de León en la Tercera Cruzada, quien envió por mar catapultas y proyectiles a Tierra Santa. Aunque poco habitual, este nivel de previsión evidenciaba el papel crucial de la logística en el éxito militar.

### Caballos y monturas
La caballería pesada era fundamental en los ejércitos cruzados, por lo que mantener caballos en buen estado resultaba crucial. Cada caballero disponía de varias monturas y requería grandes cantidades de forraje, lo que aumentaba significativamente las exigencias logísticas.Muchos caballos europeos no soportaban el clima ni las enfermedades orientales, lo que provocaba grandes pérdidas y obligaba a adquirir monturas locales. Con el tiempo, la logística naval evolucionó con la incorporación de naves especializadas para el transporte de caballos reflejando un notable avance técnico en el abastecimiento militar.

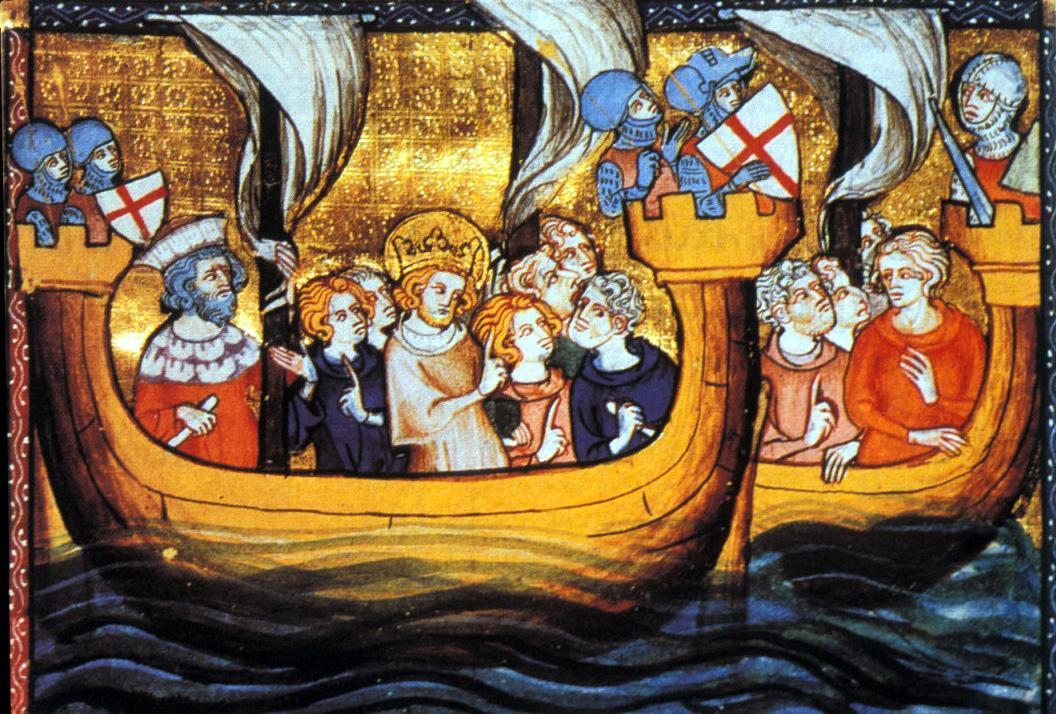
Luis IX en ruta hacia Egipto en la Séptima Cruzada.

## Redes de transporte y caminos
Los ejércitos debían optar entre la ruta terrestre, más lenta pero con posibilidad de reabastecimiento, o la vía marítima, más rápida pero dependiente de fletes costosos y puertos aliados. En un principio, la ruta terrestre a través de los Balcanes y Anatolia fue la predominante. Sin embargo, con el tiempo, la vía marítima por el Mediterráneo ganó preferencia debido a su mayor rapidez y conexión directa con el Levante. Esta evolución refleja cómo los cruzados fueron perfeccionando su logística a lo largo del tiempo.

### Rutas terrestres
Las marchas terrestres de los cruzados eran lentas, avanzando apenas 15-20 km diarios debido al peso de las carretas y la presencia de soldados a pie.Las grandes distancias y la falta de un mando unificado complicaban la logística. En la Primera Cruzada (1096-99), a pesar de la desorganización, la cooperación con el emperador bizantino Alejo I facilitó el avance.En contraste, la Segunda Cruzada (1147-49) evidenció los peligros de la falta de coordinación: Conrado III sufrió enormes pérdidas en Frigia por hambre y ataques,mientras que Luis VII perdió sus suministros en Cadmos debido a la indisciplina.Estas experiencias subrayaron la necesidad de proteger las líneas de abastecimiento para evitar el colapso de las expediciones.

### Transporte marítimo

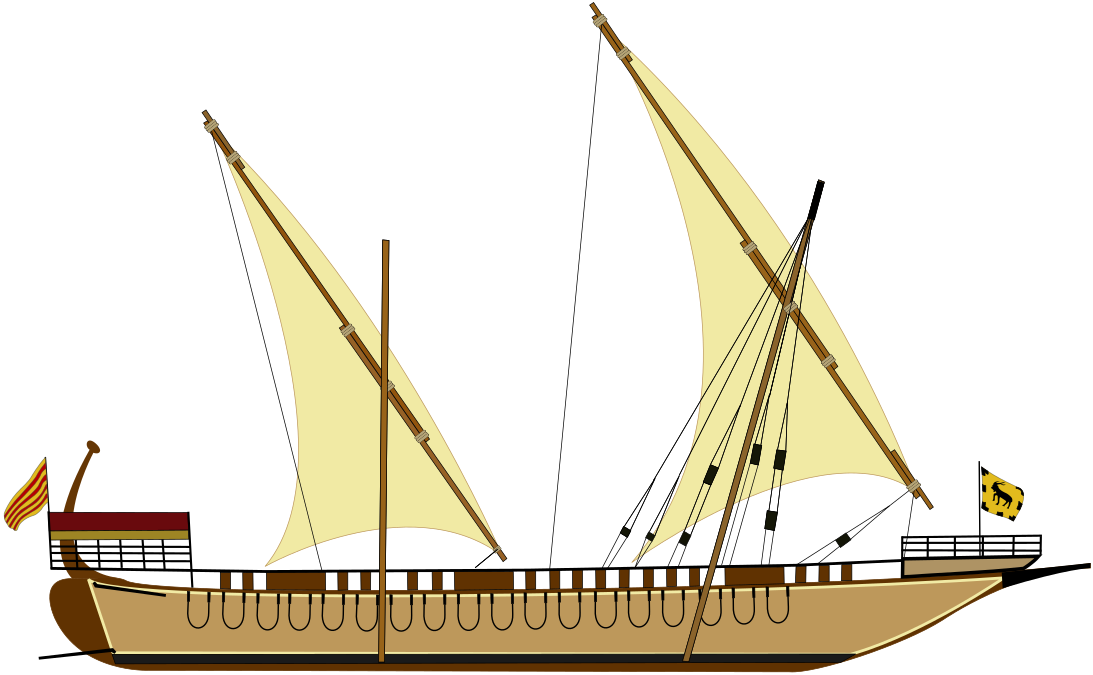
Tarida, embarcación utilizada para el transporte de cruzados y suministros.

A partir de finales del siglo XII, el transporte marítimo adquirió un papel central en las Cruzadas debido a su rapidez y mayor capacidad de carga. Ciudades italianas como Venecia y Génova fletaron flotas para abastecer a los ejércitos cruzados, como ocurrió en Antioquía (1097).En la Tercera Cruzada (1191), Ricardo I y Felipe II optaron por la vía marítima, evitando los peligros del trayecto terrestre y estableciendo Chipre como base logística.La Cuarta Cruzada (1202) llevó la planificación naval a su punto más alto, con una flota veneciana capaz de transportar 33.500 hombres y 4.500 caballos.Sin embargo, el éxito de esta estrategia dependía tanto de las condiciones climáticas como del control de puertos estratégicos en el Levante.Los barcos en algunos casos fueron utilizados como máquinas de asedio.

### Infraestructura de caminos
Aunque el apoyo naval facilitaba el transporte, las operaciones terrestres exigían movilizar tropas y carga a través de rutas difíciles. Los cruzados aprovechaban las calzadas romanas cuando estaban disponibles, pero en muchas regiones debían improvisar caminos y convoyes. En el reino de Jerusalén, fortalezas como Crac de los Caballeros funcionaban como centros logísticos. Sin embargo, los ejércitos occidentales a menudo pasaban por alto estas precauciones, confiando en obtener victorias rápidas. Esta falta de planificación resultó decisiva en fracasos como la campaña contra Damasco (1148), donde la ausencia de una base segura forzó la retirada.

## Estructura, organización y logística de los ejércitos cruzados
La organización interna de los ejércitos cruzados era otro factor clave para sostener la campaña. A diferencia de un ejército moderno, no existía un cuerpo logístico profesional; la responsabilidad recaía en los propios líderes y sus mesnadas. Las Cruzadas integraron métodos tradicionales de abastecimiento con innovaciones como préstamos bancarios, contratos de suministro y hospitales militares. Estas expediciones impulsaron el desarrollo de una logística racional, fundamentada en documentación, cálculo de costos e ingeniería aplicada. Más allá del fervor religioso, su éxito dependía de una planificación estratégica rigurosa y una organización eficiente. 

### Mando y coordinación
La fragmentación del mando en las Cruzadas complicó la logística y la planificación estratégica. En la Primera Cruzada, la ausencia de un liderazgo unificado provocó desorganización, como la dispersión en Antioquía (1097-98), que derivó en hambrunas.En contraste, figuras como Ricardo Corazón de León (1191-92) y San Luis IX (1248-50) optimizaron la logística mediante estructuras de mando centralizadas, asegurando marchas más ordenadas y una mejor gestión de recursos.El éxito de las expediciones cruzadas dependía de una coordinación estratégica eficiente para evitar la improvisación y garantizar el abastecimiento.

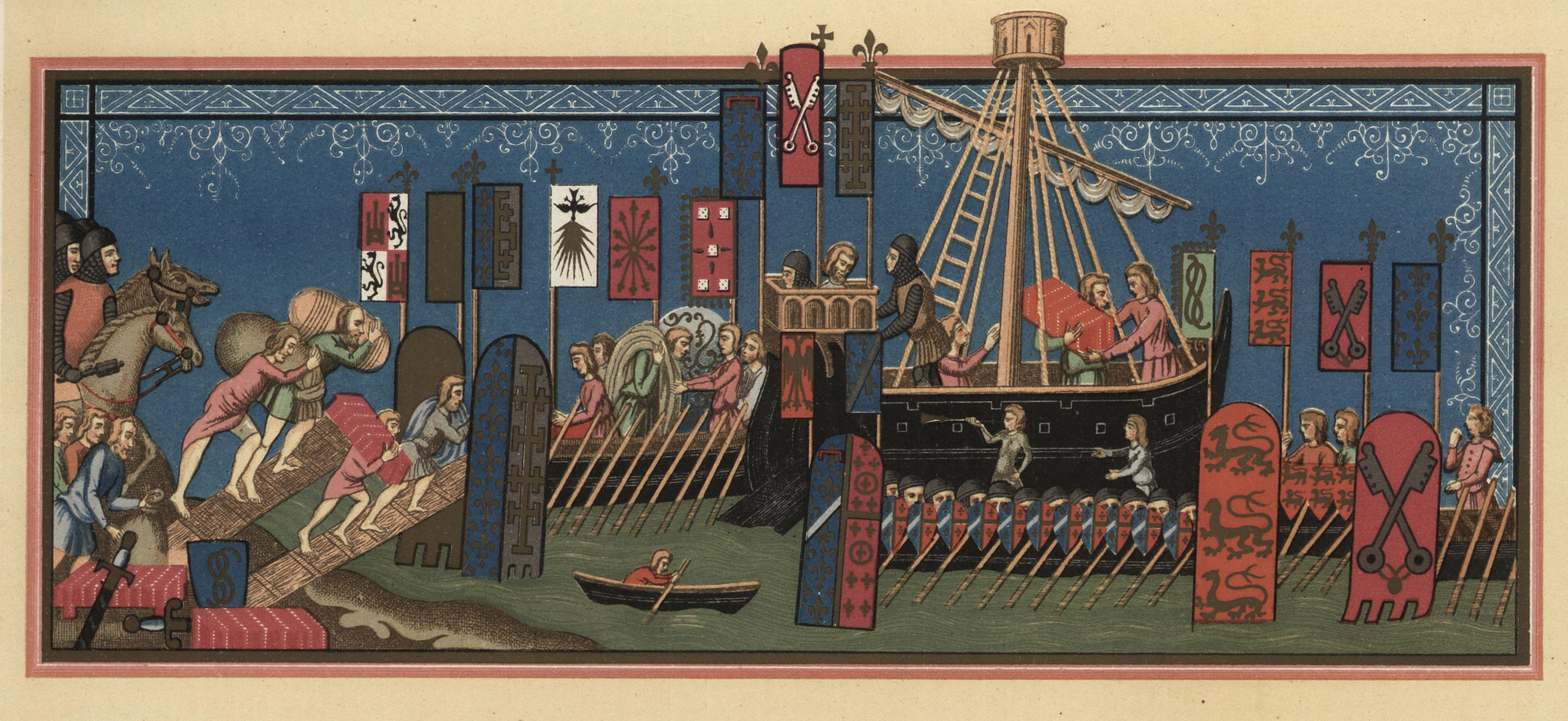
Pertrechos y caballeros embarcando para partir a la Cruzada. Manuscrito del s. XIV. Museo del Louvre.

### Reclutamiento y tamaño de la fuerza
El tamaño del ejército era un factor clave en la logística. Las fuerzas más pequeñas resultaban más fáciles de abastecer, mientras que grandes contingentes, como la Cruzada de los Pobres (1096), carecían de recursos y dependían del saqueo, lo que llevó a su colapso en Anatolia. En contraste, expediciones más organizadas, con soldados bien equipados y financiamiento adecuado, lograban gestionar mejor el suministro. Sin embargo, incluso ejércitos reales, como el de Conrado III (1147), podían verse desbordados si no planificaban correctamente sus raciones. La escasez de recursos provocaba deserciones, enfermedades y hambrunas, reduciendo inevitablemente el número de efectivos en campaña.

### Financiación y suministros: dinero y logística
El dinero y la logística fueron elementos inseparables en las Cruzadas. Mantener un ejército en el extranjero requería enormes sumas para la compra de alimentos, equipamiento y el pago de mercenarios, financiadas a través de la venta de tierras, préstamos y tributos eclesiásticos. Un caso emblemático fue la Cuarta Cruzada (1201), donde la falta de fondos provocó un cambio estratégico forzado.Incapaces de pagar a la República de Venecia por el transporte de sus tropas, los cruzados aceptaron ayudar a los venecianos a conquistar la ciudad cristiana de Zara como forma de compensación y posteriormente en lugar de continuar hacia Tierra Santa desviaron su expedición a Constantinopla saqueando la ciudad y estableciendo el efímero Imperio Latino. La disponibilidad de recursos permitía adquirir provisiones en lugar de recurrir al saqueo, lo que favorecía la disciplina. Además, órdenes militares como los templarios desarrollaron sistemas bancarios que garantizaban financiamiento a los cruzados.

### Campamentos y sanidad
Las condiciones insalubres en los campamentos cruzados favorecían la propagación de epidemias como disentería y tifus, que a menudo resultaban más mortales que el combate. Durante el asedio de Acre (1189-1191), las enfermedades diezmaron a los sitiadores hasta la llegada de refuerzos. Para contrarrestar estos efectos, la Orden de San Juan de Jerusalén estableció hospitales de campaña, y los comandantes adoptaron la práctica de trasladar periódicamente los campamentos para evitar la acumulación de desechos. En asedios prolongados, la enfermedad se convirtió en un enemigo constante. Líderes como Ricardo I impusieron una disciplina estricta para conservar los recursos y mantener la moral de sus tropas.

## Rol de las órdenes militares en la logística de las Cruzadas
Las órdenes militares surgieron en Tierra Santa con el propósito de respaldar la defensa y el sostenimiento de los Estados cruzados, convirtiéndose rápidamente en actores logísticos y militares fundamentales.

### Fortalezas y bases logísticas

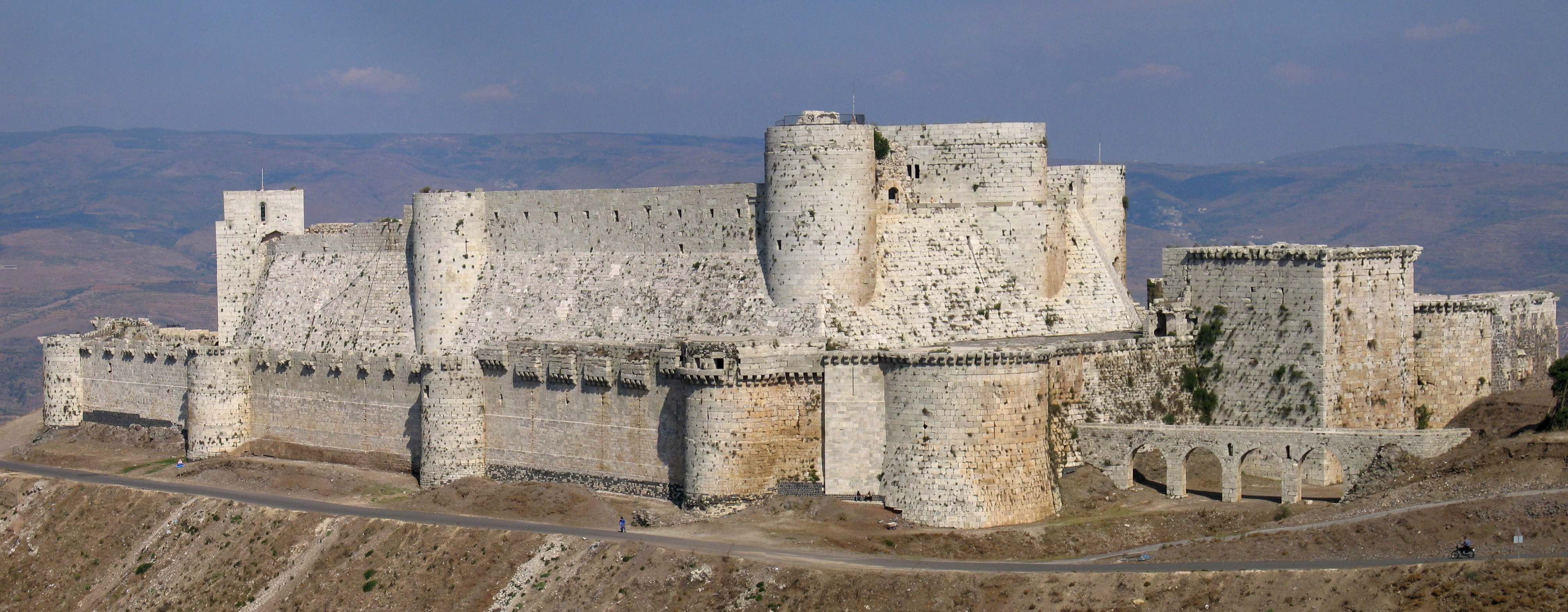
Fortaleza de Crac de los Caballeros: punto de defensa y logístico de los cruzados.

Crac de los Caballeros y el castillo de Pèlerin fueron fortalezas estratégicas clave para los cruzados, funcionando como almacenes y centros de distribución de suministros. Estas bases aseguraban el reabastecimiento de los ejércitos con cereal, vino, aceite y armas, garantizando su operatividad en campaña. Sin ellas, las tropas cristianas habrían estado mucho más expuestas al aislamiento y la falta de recursos en territorio hostil.

### Recursos financieros y redes en Europa
Las órdenes militares acumularon vastas riquezas en Europa, administrando encomiendas cuyo excedente financiaba las Cruzadas. Los templarios desarrollaron un sistema bancario que permitía a los cruzados transferir fondos sin necesidad de transportar dinero en metálico, reduciendo así el riesgo de robos. Además, gestionaban criaderos y mercados de caballos, garantizando un suministro constante de monturas para reemplazar las pérdidas en campaña. Su capacidad para canalizar recursos de Occidente a Oriente fue fundamental para la logística cruzada, superando a cualquier otra institución de la época.

### Escolta y protección de convoyes
El resguardo de rutas y convoyes logísticos era una tarea esencial para garantizar el éxito de las expediciones cruzadas. Peregrinos y suministros debían atravesar territorios hostiles, expuestos a incursiones enemigas. Durante la Segunda Cruzada, los templarios protegieron a Luis VII en Anatolia tras la derrota en la batalla del Monte Cadmo, facilitando su avance. En la Tercera Cruzada, hospitalarios y templarios resguardaron los flancos del ejército de Ricardo I, asegurando la línea de suministro desde la costa. Su labor no solo fue fundamental para asegurar que los aprovisionamientos llegaran a destino, sino también para mantener la operatividad y eficacia de las fuerzas cruzadas en medio de un entorno adverso.

### Atención médica

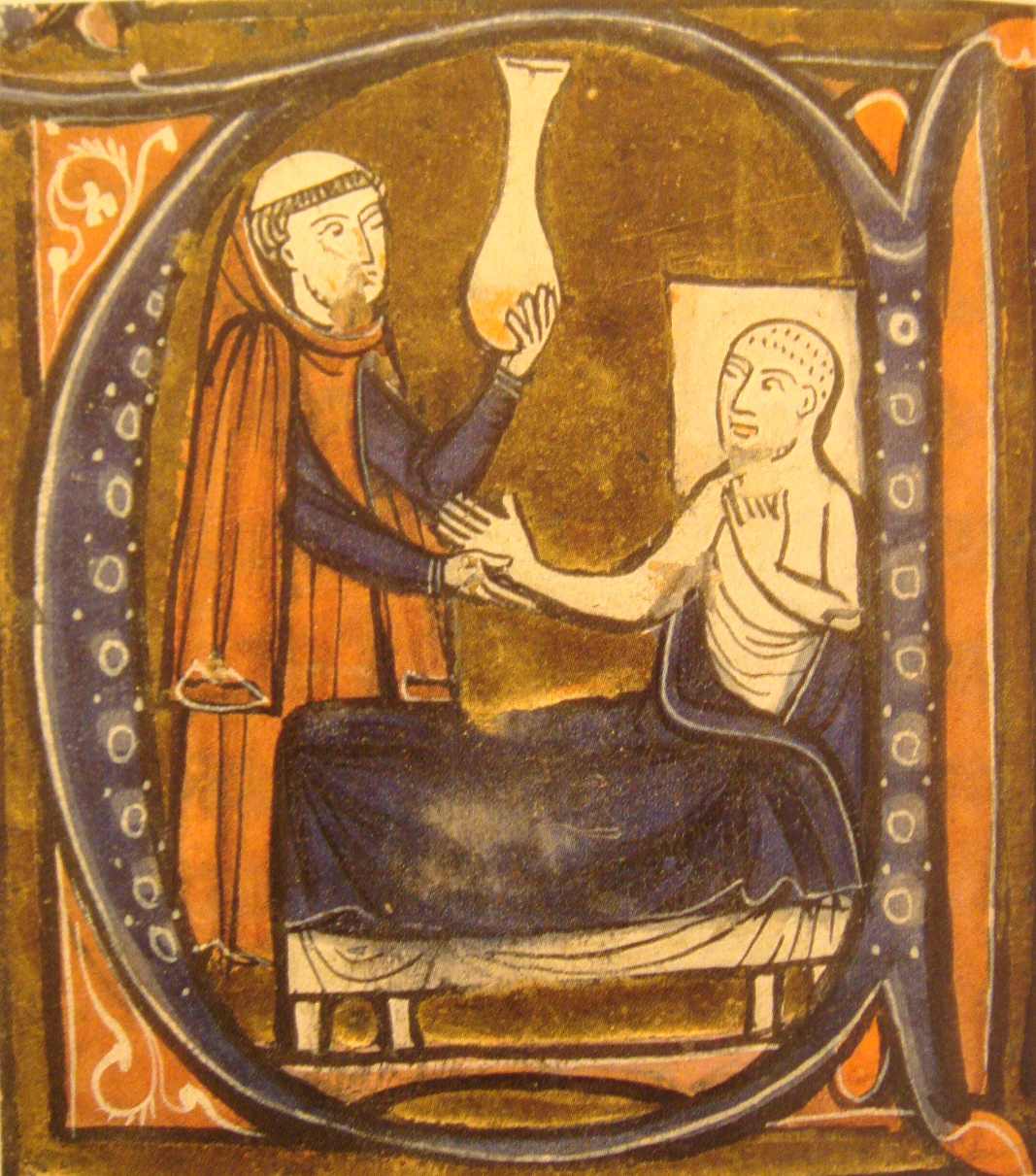
La asistencia médica era una de las principales funciones de la Orden de San Juan de Jerusalén.

Los Hospitalarios desempeñaron un papel fundamental en la asistencia médica, estableciendo hospitales en ciudades cruzadas como Jerusalén y Acre para atender a cruzados heridos o agotados. También acompañaban a los ejércitos en campaña con personal médico, adoptando conocimientos de las prácticas musulmanas. Incorporaron sanadores, cirujanos y boticarios para combatir enfermedades en los campamentos, donde las condiciones insalubres eran una amenaza constante. Aunque la medicina de la época era limitada, su labor mejoró la supervivencia de los combatientes, fortaleciendo la resistencia y operatividad de los ejércitos cruzados.

## Balance general
Las Cruzadas evolucionaron logísticamente, pasando de la improvisación inicial a operaciones estratégicamente coordinadas por tierra y mar. Su éxito dependía de un liderazgo cohesivo, apoyo naval y una financiación sólida, mientras que el hambre, las enfermedades y la falta de adaptación al terreno fueron causas recurrentes de fracaso. Con el tiempo, los musulmanes aprovecharon las debilidades logísticas de los cruzados, contribuyendo a su derrota definitiva. No obstante, las Cruzadas impulsaron importantes avances en navegación, organización financiera y coordinación militar, dejando un legado que influiría en conflictos posteriores.